# Pseudoleptodeira latifasciata
Pseudoleptodeira latifasciata (несправжня котячоока змія) — вид змій родини полозових (Colubridae). Ендемік Мексики. Це єдиний представник монотипового роду Pseudoleptodeira.

## Поширення і екологія
Несправжні котячоокі змії мешкають на центральному тихоокеанському узбережжі Мексики, від південного Наярита до Герреро, зокрема в басейні Бальсаса. Вони живуть в сухих тропічних лісах, напівлистяних лісах та дубових лісах, на висоті до 1000 м над рівнем моря. Ведуть наземний спосіб життя. 